# ヤン・クロムカンプ
ヤン・クロムカンプ（Jan Kromkamp, 1980年8月17日 - ）は、オランダ出身の元サッカー選手。元オランダ代表。現役時代のポジションは右サイドバック。

## クラブ経歴

### 初期 / AZ
フリースラント州マッキンハに生まれたクロムカンプは、エールステ・ディヴィジのゴー・アヘッド・イーグルスでキャリアを始め、1998年9月12日のFCオス戦で初出場を飾った。2シーズン目の1999-2000シーズンは中心選手として33試合4得点を記録した。
1部のAZアルクマールと契約した2000-01シーズンからすぐさま地位を確立。4シーズン目の2003-04シーズンに全試合し、シーズンをUEFAカップ2004-05予選出場権の5位で終えることに貢献すると、そのUEFAカップでは準決勝進出と大躍進を遂げた。しかし、準決勝のスポルティングCP戦前に左足首の関節部分を損傷し、手術のため離脱が決定した。

### ビジャレアル / リヴァプール
2005年8月2日にビジャレアルCFと長期契約を締結するも、出場機会は限られたものとなり、2005年12月29日にホセミと交換する形でビジャレアルとリヴァプールFCがクラブ間合意に達し、2006年1月4日に正式にリヴァプールと契約した。
1月7日にルートン・タウンFCとのFAカップ3回戦（5-3勝利）で初出場を飾る。アイルランド代表のスティーヴ・フィナンから定位置を奪取出来ず、FAカップ決勝戦のように途中出場が主だったため、アンフィールドでの生活は短いものに終わった。

### PSV / キャリア晩年
翌2006-07シーズンは、リヴァプールでリーグ戦に出場していたものの、2006年8月31日にPSVアイントホーフェンへと売却され、ブラックバーン・ローヴァーズFCへ移籍したアンドレ・オーイェルが着用していた背番号2を引き継いだ。
PSVでは、最初の2シーズンでリーグ戦54試合に出場し、両方で優勝を経験。また、UEFAチャンピオンズリーグでは2006-07, 2008-09と2大会でリヴァプールと対戦したが、4試合で引き分けに持ち込めたのは1試合のみだった。その後の2008年から2010年までの間は負傷に苦しみ出場は限られていた。
2011年2月22日にプロキャリアを開始したゴー・アヘッド・イーグルスと同年7月までの契約を締結。2013年6月23日に慢性的な膝の問題から現役引退を表明した。

## 代表経歴
ディルク・カイト、ハリド・ブラールズ、ロメオ・カステレン、バリー・オプダム、ヘドヴィヘス・マドゥロ、ヨリス・マタイセンらと共にマルコ・ファン・バステン新監督の下でオランダ代表に招集され、2004年8月18日にスウェーデンとの親善試合で初出場を飾る。翌2005年は右サイドバックの1番手であり続けていた。

## 私生活
2007年5月26日にVV Achtとの親善試合後の夜11時頃、駐車場で車に乗ろうとしたところを男2人に襲撃され、鼻を骨折し頬骨と眼窩を負傷した。その後、18歳の少年2人に対して200時間の社会奉仕と1ヶ月の執行猶予が言い渡された。

## 代表歴

### 出場大会
- オランダ代表
  - 2006 FIFAワールドカップ

### 試合数
- 国際Aマッチ 11試合 0得点（2004年-2006年）[11]

| オランダ代表 | 国際Aマッチ | 国際Aマッチ |
| 年           | 出場        | 得点        |
| ------------ | ----------- | ----------- |
| 2004         | 1           | 0           |
| 2005         | 7           | 0           |
| 2006         | 3           | 0           |
| 通算         | 11          | 0           |

## タイトル

### クラブ
リヴァプールFC
- FAカップ : 2005-06

PSVアイントホーフェン
- エールディヴィジ : 2006-07, 2007-08